# ذا لاين
مشروع ذا لاين (مشروع الخط) هو مشروع سعودي لسلسلة من المجتمعات الإدراكية المترابطة والمعززة بالذكاء الاصطناعي خالية من الانبعاثات الكربونية مخطط لبنائها في نيوم. أعلن عنها الأمير محمد بن سلمان ولي العهد السعودي ورئيس مجلس إدارة شركة نيوم في 10 يناير 2021. والذي أوضح أن عدد سكان المدينة يبلغ تسعة ملايين نسمة وتحافظ على 95٪ من الطبيعة داخل نيوم، بدون سيارات، وشوارع معدومة. المشروع أحد مشاريع شركة نيوم في شمال غرب المملكة العربية السعودية.

## الموقع
يبلغ طولها 170 كيلومترًا (105 أميال) على ساحل نيوم شمال غرب المملكة العربية السعودية عند طرف خليج العقبة على البحر الأحمر، حيث يستطيع 40% من سكان العالم الوصول إلى نيوم في أقل من 4 ساعات، كما أن قرابة 13% من حركة التجارة العالمية تمرُّ عبر البحر الأحمر.

## نموذج حضري
صرح ولي العهد، رئيس مجلس إدارة شركة نيوم، الأمير محمد بن سلمان لدى إطلاقه مشروع مدينة «ذا لاين» بالقول «على مدى العصور بُنيت المدن من أجل حماية الإنسان بمساحات ضيقة. وبعد الثورة الصناعية بُنيت المدن لتضع الآلة والسيارة والمصنع قبل الإنسان. المدن التي تدعي أنها هي الأفضل في العالم يقضي فيها الإنسان سنين من حياته من أجل التنقل، وسوف تتضاعف هذه المدة في 2050، وسوف يهجَّر مليار إنسان بسبب ارتفاع انبعاثات الكربون، وارتفاع منسوب مياه البحار»، وتابع «نحن بحاجة إلى تجديد مفهوم المدن إلى مدن مستقبلية. اليوم بصفتي رئيس مجلس إدارة نيوم أقدم لكم (ذا لاين): مدينة مليونية بطول 170 كم، تحافظ على 95% من الطبيعة في أراضي نيوم، صفر سيارات، صفر شوارع، وصفر انبعاثات كربونية».

## التصميم
صُممت مكوّنات المشروع للتعامل مع التحديات التي تواجه البشرية اليوم. ويُعد مشروع «ذا لاين» الذي يخلو من قيود البنى التحتية التقليدية، أول تطوير حضري واسع النطاق يُصمَّم منذ بداية العصر الرقمي والذكاء الاصطناعي. ويهدف التصميم إلى جعل المشي نمط حياة أساسيا، كما سيسهم هذا التطوير الكامل متعدد الاستخدامات في إمكانية الوصول السهل والسريع إلى الطبيعة، وخدمات النقل إلى جانب التمكين الرقمي لكافة جوانب الحياة.
سيكون كل مقيم في المشروع متصلاً رقمياً أينما كان على امتداد مجتمعات «ذا لاين»، وقادراً على القيام بما يحتاج إليه في جميع الأوقات. والوصول في 5 دقائق مشيا إلى كل مرافق الحياة والعمل والترفيه.
ستضم مجتمعات «ذا لاين» الإدراكية أكثر من مليون شخص من جميع أنحاء العالم، وتشكل هذه المجموعات منصة للابتكار والأعمال التجارية المزدهرة لمواجهة بعض التحديات الأكثر إلحاحاً في العالم.
وستكون الطاقة النظيفة هي المشغلة لجميع المرافق بنسبة 100%، كما ستُبنى جميع الأعمال والمجتمعات بشكل متصل ومتسق من خلال إطار رقمي يشمل الذكاء الاصطناعي، والروبوتات، لضمان تلبية احتياجات السكان.

## إطلاق التصاميم

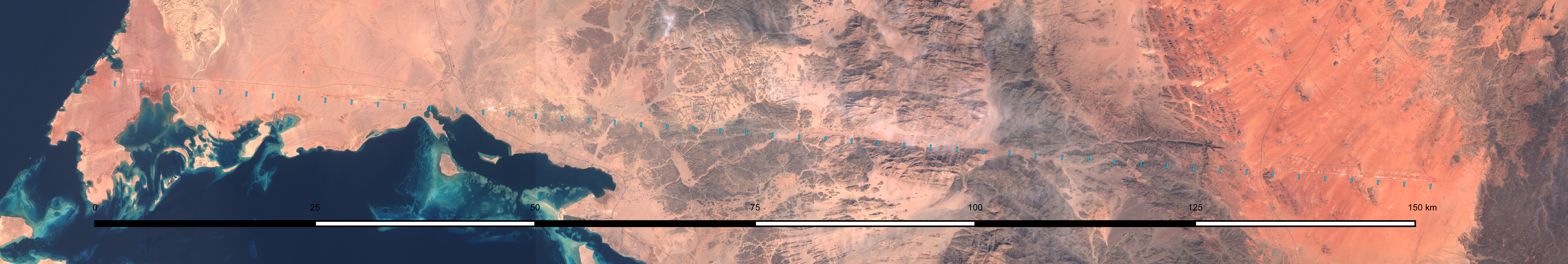
تقدم أعمال التنقيب في ذا لاين، أكتوبر 2022

أعلن ولي العهد الأمير محمد بن سلمان بن عبد العزيز، في 25 يوليو 2022 عن تصاميم مدينة «ذا لاين»، التي تشكل انعكاساً لما ستكون عليه المجتمعات الحضرية مستقبلًا في بيئة خالية من الشوارع والسيارات والانبعاثات، وتسهم في المحافظة على 95% من أراضي نيوم للطبيعة، وتعتمد على الطاقة المتجددة بنسبة 100%، لجعل صحة الإنسان ورفاهيته أولوية مطلقة بدلاً من أولوية النقل والبنية التحتية كما في المدن التقليدية.
ومن أهم مواصفات مدينة «ذا لاين»، أن عرضها يبلغ 200 متر فقط على امتداد 170 كيلو متراً، وارتفاعٍ يبلغ 500 متر فوق سطح البحر. وستُبنى المدينة على مساحة لا تتجاوز 34 كيلو متراً مربعاً، وستتسع لنحو 9 ملايين نسمة، وهو أمر غير مسبوق في مدنٍ بهذا الحجم. وهذا بدوره، يقلل من تمدد البنية التحتية، ويعزز من كفاءة واستدامة المدينة على نحوٍ مميز. كما أن مناخها المثالي على مدار العام سيؤمن للسكان الاستمتاع بالطبيعة عند التنقل سيرا على الأقدام. وتتيح «ذا لاين» لجميع السكان إمكانية الوصول إلى جميع المرافق والخدمات في غضون 5 دقائق، إضافة إلى وجود قطار فائق السرعة يصل بين طرفي المدينة خلال 20 دقيقة.
وتقدم مدينة «ذا لاين» نهجاً جديداً لتصميم المدن والذي يركز على مفهوم «انعدام الجاذبية»، حيث يعني ذلك توزيع وبناء مكونات المدينة على شكل طبقات عمودية مما يتيح للناس إمكانية التحرك في الاتجاهات الثلاثة (إلى الأعلى، وإلى الأسفل، وكذلك بشكل أفقي في كل جانب). وعلى عكس مفهوم المباني الشاهقة، تُسهل هذه الفكرة عملية التنقل بين مواقع الاحتياجات اليومية، من أماكن عمل، ومدارس، وحدائق، ومنازل في غضون خمس دقائق.
ويغطي جانبي المدينة الخارجيين أسطح زجاجية وهي عبارة عن مرايا عاكسة تمنحها طابعاً فريداً، وتسمح لتفاصيلها بالاندماج مع الطبيعة. في حين تم تصميم المساحات الداخلية بطرق مبتكرة.
وتعمل نيوم على تصميم المدينة بأكملها رقمياً، إلى جانب استخدام أحدث تقنيات البناء وعمليات التصنيع.

## دور اقتصادي
ستعمل «ذا لاين» على تحقيق أهداف رؤية المملكة 2030 على صعيد التنويع الاقتصادي من خلال توفير 380 ألف فرصة عمل، والمساهمة بإضافة 180 مليار ريال (48 مليار دولار أمريكي) إلى الناتج المحلي الإجمالي بحلول عام 2030م.

## افكار سابقة
كان المصمم الإسباني أرتورو ماتا أول من اقترح فكرة المدينة الخطية في عام 1882، صمم المدينة موازية لنهر أو محور حركة. مع نمو المدينة، تضاف القطاعات إلى الأطراف، بحيث تصبح المدينة أطول، دون زيادة عرضها. تم نشر الفكرة لاحقًا من قبل المخطط السوفيتي نيكولاي ميليوتين في أواخر العقد الأول من القرن الحادي والعشرين. علاوة على ذلك، فإن تجربة احتواء عدد من الأشخاص في سياق خطي لها جذور تاريخية في تفكير بعض المخططين الطليعيين في الستينيات. تجربة آلان بوتويل ومايك ميتشل في عام 1969، الذي استكشف التصميم المفاهيمي تحت عنوان «مدينة مستمرة لمليون شخص». اختبر المصممون الفكرة من خلال تصميم هياكل عملاقة خيالية لمدينة ضخمة مستقبلية تستضيف ملايين الأمريكيين. كما يجادل الناقد راينر بانهام في كتابه المنشور عام 1976، البنية العملاقة: المستقبل الحضري للماضي القريب، تبلور هذا النوع من الهياكل العملاقة في الستينيات والسبعينيات من القرن الماضي واستوحى من القيم والمثل الطوباوية، استكشف المعماريون إنشاء هياكل ضخمة لاستضافة المجتمعات، ولكن أيضًا مدن بأكملها. كانت الهياكل العملاقة أكثر من مجرد مبانٍ، لقد كانت «خارطة طريق لتنظيم المجتمع»، وكانت معقدة ومكلفة في البناء، والعديد من الهياكل الضخمة - على الرغم من شعبيتها العالمية - ظلت مفاهيم نظرية ولم تتحقق أبدًا.

## مواضيع متعلقة
- نظرية المدينة الخطية

## وصلات خارجية
- الموقع الرسمي